# Metropolija Kingston
Metropolija Kingston je rimskokatoliška metropolija s sedežem v Kingstonu (Kanada); ustanovljena je bila leta 1889.
Metropolija zajema naslednje (nad)škofije:
- nadškofija Kingston,
- škofija Alexandria-Cornwall,
- škofija Peterborough in
- škofija Sault Sainte Marie.

## Metropoliti
- James Vincent Cleary (28. december 1889-24. februar 1898)
- Charles-Hugues Gauthier (29. julij 1898-6. september 1910)
- Michael Joseph Spratt (17. julij 1911-23. februar 1938)
- Richard Michael Joseph O'Brien (23. februar 1938-30. avgust 1943)
- Joseph Anthony O'Sullivan (26. februar 1944-14. december 1966)
- Joseph Lawrence Wilhelm (14. december 1966-12. marec 1982)
- Francis John Spence (24. april 1982-27. april 2002)
- Anthony G. Meagher (27. april 2002-danes)